# Baar (Schwaben)
Baar (Schwaben) – miejscowość i gmina w Niemczech, w kraju związkowym Bawaria, w rejencji Szwabia, w regionie Augsburg, w powiecie Aichach-Friedberg, wchodzi w skład wspólnoty administracyjnej Pöttmes. Leży około 20 km na północny zachód od Aichach.

## Polityka
Wójtem gminy jest Leonhard Kandler z WG, rada gminy składa się z 12 osób.
|      | SPD/Aktive Bürger | WG | UL | SPD/AB/UL/WG | Razem |
| 2008 | –                 | –  | –  | 12           | 12    |
| 2002 | 2                 | 5  | 5  | –            | 12    |